# 변변찮은 마술강사와 금기교전
변변찮은 마술강사와 금기교전(ロクでなし魔術講師と禁忌教典)는 히츠시 타로가 원작한 일본의 라이트 노벨 소설 작품이다. 일러스트는 미시마 쿠로네. 원작 소설은 KADOKAWA의 후지미 판타지아 문고에서 발행.

## 줄거리
일을 그만두고, 1년간 무직을 계속해, 집주인인 세리카의 연을 계속 물고 있던 청년 글렌이었지만, 마침내 저린 나머지, 강제적으로 알자노 제국 마술 학원의 계약직 강사로 일하게 된다.
처음에는 일을 빨리 그만두고 싶어 하지 않는 수업을 반복하지만 학생인 시스티나와 루미아의 관계를 통해 학생들이 그 때까지 배운 적이 없는 훌륭한 수업을 하게 된다. 그때까지 평판은 최악이었지만, 일약해서 인기의 강사가 되었다. 그러한 가운데, 정부와 적대하는 마술 결사 「하늘의 지혜 연구회」가 학원을 덮쳐, 글렌은 싸움에 말려 들어가 간다.